# Presidentvalet i USA 1996
Presidentvalet i USA 1996 hölls den 5 november 1996 över hela USA. Valet stod mellan den sittande demokratiske presidenten Bill Clinton från Arkansas med vicepresident Al Gore från Tennessee mot den republikanske senatorn Bob Dole från Kansas och hans medkandidat Jack Kemp från Kalifornien, tidigare bostads- och stadsutvecklingsminister under president George H.W. Bush. Clinton segrade och kunde sitta kvar en andra period.

## Demokraternas nominering
Clinton/Gore omvaldes utan större motstånd.

## Republikanernas nominering
Anmälda kandidater:
- Lamar Alexander från Tennessee, tidigare guvernör och utbildningsminister under Bush
- Pat Buchanan från Washington, D.C., rådgivare till Nixon, Ford och Reagan
- Bob Dole från Kansas, majoritetsledare i senaten och medkandidat till Gerald Ford 1976
- Bob Dornan från Kalifornien, kongressledamot
- Steve Forbes från New York, ägare av Forbes Inc. och utgivare av Forbes
- Phil Gramm från Texas, tidigare senator och kongressledamot
- Alan Keyes från Maryland, konservativ radioprogramledare
- Dick Lugar från Indiana, senator
- Arlen Specter från Pennsylvania, senator
- Morry Taylor från Ohio, ägare av Titan International Inc.
- Pete Wilson från Kalifornien, guvernör, senator och borgmästare av San Diego

Republikanernas konvent
- Bob Dole 1928 röster
- Pat Buchanan 47 röster
- Phil Gramm 2 röster
- Alan Keyes 1 röst
- Robert Bork 1 röst

Bland de tilltänkta vicepresidentkandidaterna hos republikanerna nämndes bland annat den dåvarande Texasguvernören George W. Bush, som sedermera blev president efter Clinton.
Dole valde dock den f.d. bostads- och stadsutvecklingsministern Jack Kemp som medkandidat.

## Resultat
| Kandidat                  | Medkandidat             | Röster     | %      | Elektorsröster |
| ------------------------- | ----------------------- | ---------- | ------ | -------------- |
| William Jefferson Clinton | Albert Arnold Gore, Jr. | 47 400 125 | 49,2 % | 379            |
| Robert Joseph Dole        | Jack French Kemp        | 39 198 755 | 40,7 % | 159            |
| Ross Perot                | Patrick Jeffrey Choate  | 8 085 402  | 8,4 %  | 0              |
| Ralph Nader               | -                       | 685 297    | 0,7 %  | 0              |
| Totalt                    |                         | 96 275 401 | 100 %  | 538            |